# 레닌 평화상

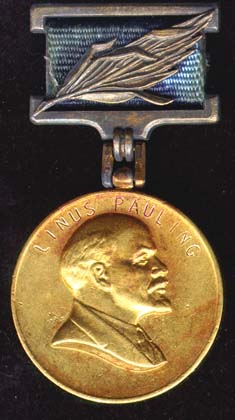
레닌 평화상의 앞면

레닌 평화상(러시아어: международная Ленинская премия мира)은 소련이 노벨 평화상에 대항하여 만든 상이다. 주로 저명한 공산주의자나 외국의 소련 지지자에게 수여되었다. 노벨 평화상과 달리 1년에 여러 사람들에게 주어지는 경우가 많았다.

## 역사
1949년 12월 21일 이오시프 스탈린의 70번째 생일을 기념하여 소련 최고회의 간부회는 스탈린 평화상(영어: International Stalin Prize for Strengthening Peace Among Peoples)을 창설하였다. 국내외 평화에 기여한 이들에게 수여되었는데, 주로 소련 국가행정, 특히 사회주의와 공산주의에 대한 공헌을 보상한다는 성격이 강했다. 그러나 1956년 니키타 흐루쇼프가 스탈린을 비판하면서, 당해 9월 6일 스탈린 평화상은 블라디미르 레닌의 이름을 딴 ‘레닌 평화상’(러시아어: Международная Ленинская премия «За укрепление мира между народами»)으로 명칭을 바꾸게 된다. 그 때까지 스탈린 평화상을 수상한 사람들에게 상을 반환하라는 요구를 하였고, 그들에게 다시금 레닌 평화상이 수여된다. 1991년 소련이 붕괴한 이후, 레닌 평화상은 러시아 정부가 폐지하였다.